# 再見了，回憶
《再見了，回憶》（日语：さよならメモリーズ）是supercell的第2張單曲，於2010年2月10日由Sony Music Records發行。

## 背景
supercell在2009年8月發行了首張單曲《你不知道的故事》後，ryo花了一個月去製作樣本歌曲。他們繼《你不知道的故事》後，再次以nagi為主唱。雖然nagi連續兩張單曲都擔任supercell的主唱，但她並非supercell的成員。nagi本身十分喜歡ryo的歌曲，於是曾跟ryo談過合作的事宜。在《你不知道的故事》後，nagi亦將會為當時尚未製作的專輯《Today Is A Beautiful Day》擔任主唱。supercell的首張專輯《supercell》以語音合成軟件初音未來為主唱。對於主唱由軟件變成真人，ryo指雖然他未能絕對控制歌中每個詞彙的語調，但認為加上人性化的元素可以令聽者更有共鳴。

## 製作
由於《再見了，回憶》於2月發行，ryo就以2月作為歌曲的主題。他指那時是日本的畢業季節，所以以對離別和未來的不安以及期待為主題，製作了這首歌。他亦指4月是櫻花開花的時間，在那時會遇見新朋友或告別舊朋友，因此在2月就會回憶起上次櫻花開花時的告別，以及接下來將會認識的人。他嘗試以這首歌抒發這樣的感情。他亦稱自己很喜歡2月。這首歌的歌詞描述女主角暗戀他人，但從未將愛意傳達至對方，故想在離別之前將這份心意告訴對方。
單曲封面由成員redjuice繪製，另一名成員宇佐義大則負責設計部份。兩人於2009年10月尾收到這首歌大概的混音版本，其後就開始製作工作。redjuice指雖然整首歌都沒有出現「學校」一詞，但歌曲的開頭部份很像校歌，給了他強烈的學校感覺。ryo指這次的繪圖風格很像少女漫畫，宇佐義大則覺得有懷舊情懷。
《再見了，回憶》的音樂影片（PV）由三木孝浩和上田大樹執導。PV的女主角由佐倉繪麻飾演。

## 發行與反應
這張單曲分為通常盤和初回生產限定盤，共兩種形式發行。其中初回生產限定盤附送了DVD，收錄了《再見了，回憶》的音樂影片和單曲的廣告。單曲於發行首周取得Oricon公信榜單曲周榜的第7位。此外，單曲於Billboard Japan Hot 100以第31位初次上榜。

## 歌曲列表
| CD   | CD                          | CD            |
| 曲序 | 曲目                        | 编曲          |
| ---- | --------------------------- | ------------- |
| 1.   | 再見了，回憶                | ryo           |
| 2.   | 我來告訴你（教えてあげる）              | ryo           |
| 3.   | 做個約定吧（約束をしよう）              | ryo、石成正人 |
| 4.   | 再見了，回憶 -Instrumental- | －            |
| 5.   | 我來告訴你 -Instrumental-   | －            |

## 外部連結
- supercell@Sony Music（日語）
- 《再見了，回憶》YouTube官方MV（日語）